# Chrysoprasis cuiciuna
Chrysoprasis cuiciuna är en skalbaggsart som beskrevs av Dilma Solange Napp och Martins 1998. Chrysoprasis cuiciuna ingår i släktet Chrysoprasis och familjen långhorningar.
Artens utbredningsområde är Venezuela. Inga underarter finns listade i Catalogue of Life.